# Routier
Routier – miejscowość i gmina we Francji, w regionie Oksytania, w departamencie Aude.
Według danych na rok 1990 gminę zamieszkiwało 237 osób, a gęstość zaludnienia wynosiła 21 osób/km² (wśród 1545 gmin Langwedocji-Roussillon Routier plasuje się na 678. miejscu pod względem liczby ludności, natomiast pod względem powierzchni na miejscu 686.).